# Siège de Takatenjin (1574)
Le premier siège de Takatenjin a lieu en 1574 lorsque la forteresse est attaquée par les forces de Takeda Katsuyori. La garnison est commandée par Ogasawara Nagatada qui garde la forteresse pour le compte de Tokugawa Ieyasu. Nagatada se rend au clan Takeda dont il devient un des vassaux. Il en reçoit le district d'Omosu de la province de Suruga comme han où il reste relativement neutre jusqu'à l'invasion de la province de Kai en 1582.

## Source de la traduction
- (en) Cet article est partiellement ou en totalité issu de l’article de Wikipédia en anglais intitulé « Siege of Takatenjin (1574) » (voir la liste des auteurs).